# Chiem van Houweninge

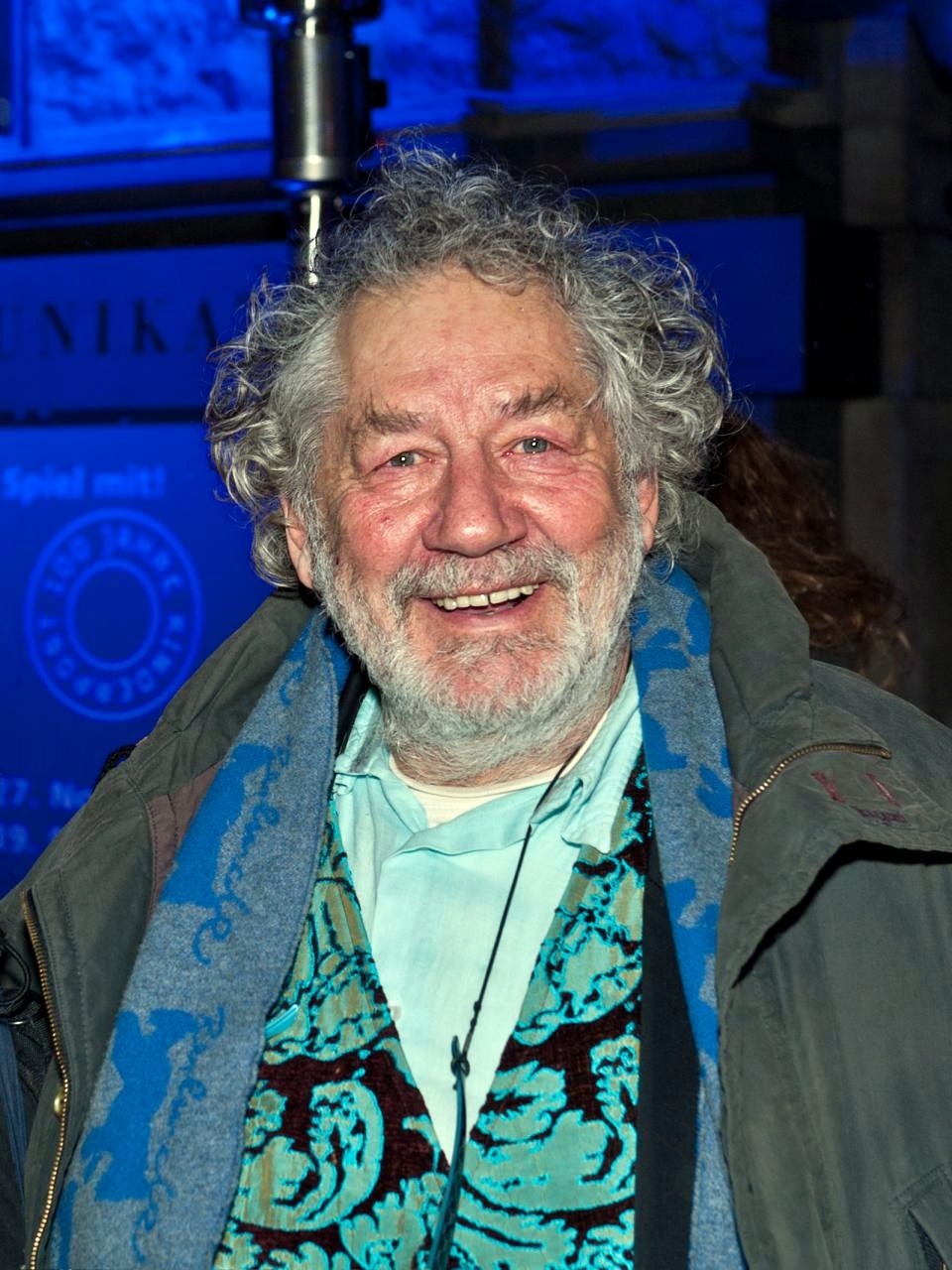
Chiem van Houweninge (2012)

Joachimus Johannes (Chiem) van Houweninge (* 20. November 1940 in Den Haag, Niederlande) ist ein niederländischer Drehbuchautor und Schauspieler.

## Leben
Chiem van Houweninge wurde als Hänschen (Hans Scherpenzeel van Maaskant-Schoutens) neben Schimanski und Thanner (Tatort) als Ermittler im Tatort Duisburg bekannt. Er spielte von 1982 bis 1991 in 27 Tatort-Folgen und seit 1999 in zehn Schimanski-Folgen mit. Für beide Serien war er auch als Drehbuchautor tätig, vorwiegend in den Folgen, die teilweise in den Niederlanden spielten oder niederländische Nebenfiguren hatten. Dabei setzte er gezielt die deutsch-niederländischen Ressentiments als dramatisches oder komisches Element ein.
So antwortet Hänschen in der Folge Moltke aus dem Jahr 1988 auf die Frage von Schimanski, wie Holländer Weihnachten feiern: „An Heiligabend stellen sie einen Holzschuh vor die Windmühle, und morgens liegt ein Hering drin. Am ersten Feiertag versammelt sich die Familie an der Gracht um einen mit Tulpen geschmückten Edamer. Dann rauchen sie kiloweise Hasch aus langen weißen Tonpfeifen.“
Der Schwerpunkt seiner Arbeit liegt jedoch in den Niederlanden, wo er seit 1972 als Drehbuchautor, Regisseur und Produzent tätig ist. Mit Alexander Pola schrieb er Zeg 'ns Aaa, eine der am längsten laufenden niederländischen Sitcoms.
Mit seiner Frau wohnt er in Vlaardingen (in der Nähe von Rotterdam) und in der Provence (Frankreich). Von Königin Beatrix wurde er zum Ritter des Orden vom Niederländischen Löwen geschlagen.

## Filmografie (Auswahl)
- 1978: Ieder zijn deel (Fernsehserie, 1 Folgen)
- 1981–2009: Zeg 'ns Aaa (Fernsehserie, 5 Folgen)
- 1982–1991: Tatort
  - 1982: Tatort: Der unsichtbare Gegner
  - 1982: Tatort: Das Mädchen auf der Treppe
  - 1982: Tatort: Kuscheltiere
  - 1983: Tatort: Miriam
  - 1984: Tatort: Kielwasser
  - 1984: Tatort: Zweierlei Blut
  - 1984: Tatort: Rechnung ohne Wirt
  - 1985: Tatort: Doppelspiel
  - 1986: Tatort: Der Tausch
  - 1986: Tatort: Schwarzes Wochenende
  - 1986: Tatort: Freunde
  - 1987: Tatort: Spielverderber
  - 1987: Tatort: Zabou
  - 1988: Tatort: Gebrochene Blüten
  - 1988: Tatort: Einzelhaft
  - 1988: Tatort: Moltke
  - 1989: Tatort: Der Pott
  - 1989: Tatort: Blutspur
  - 1989: Tatort: Katjas Schweigen
  - 1990: Tatort: Medizinmänner
  - 1990: Tatort: Schimanskis Waffe
  - 1990: Unter Brüdern – Gemeinsame Folge der Fernsehreihen Tatort und Polizeiruf 110
  - 1991: Tatort: Bis zum Hals im Dreck
  - 1991: Tatort: Kinderlieb
  - 1991: Tatort: Der Fall Schimanski
- 1983: Ruhe sanft, Bruno (Fernsehfilm)
- 1989: Tote Zeugen reden nicht (Trouble in Paradise)
- 1994: Oppassen!!! (Fernsehserie, 1 Folge)
- 1992: Auf Achse – Fahrerflucht
- 1999–2013: Schimanski (Fernsehreihe, 11 Folgen)
- 2006: Stubbe – Von Fall zu Fall – Schwarze Tulpen
- 2007: Cops Maastricht (Fernsehserie, eine Folge)
- 2007: Doktor Martin – Herzflimmern (Fernsehserie)
- 2007: Das 100 Millionen Dollar Date (Fernsehfilm)
- 2010: Rosamunde Pilcher: Liebe am Horizont
- 2011: Sommer in Orange
- 2012: Die Männer der Emden
- 2013: Engel der Gerechtigkeit – Kopfgeld (Fernsehreihe)
- 2014: Ein Sommer in Amsterdam
- 2014: Helen Dorn – Unter Kontrolle (Fernsehreihe)
- 2021: Die Chefin (Folge 12x01)
- 2023: De Bloedkoralen van de Bastaard